# Эльбасан (крепость)
Крепость Эльбасан (алб. Kalaja e Elbasanit) — крепость XV века в городе Эльбасан, Албания.

## История
Первоначальное укрепление было построено в IV веке, предположительно после вторжения готов в Иллирию в 378 году. Это было прямоугольное строение со стенами толщиной три метра (ок. 348 х 308 м). Во время археологических раскопок на близлежащей территории были обнаружены свидетельства активной сельскохозяйственной деятельности в римский период. Второй период заселения отмечается вплоть до VI века, упадок которого совпадает со славянскими вторжениями.
Крепость Эльбасан была восстановлена по приказу Мехмеда II, султана Османской империи. Поскольку строительные работы были завершены в короткие сроки, можно заключить, что в значительной степени было использовано уже существующее укрепление. Крепость состояла из 26 равноудалённых башен высотой 9 м; через неё частично пролегает Эгнатиева дорога.
В стенах крепости находится хорошо сохранившаяся турецкая баня Синана-паши, построенная в начале XIX века.